# Paavo Heininen
Paavo Johannes Heininen, född 13 januari 1938 i Helsingfors, död 18 januari 2022 i Träskända, var en finländsk tonsättare.
Heininen studerade komposition vid Sibelius-Akademin för Aarre Merikanto, Einojuhani Rautavaara, Einar Englund och Joonas Kokkonen (diplom 1960) och därpå vid musikhögskolan i Köln och i New York. 1963–1966 var han lärare vid Åbo musikinstitut, 1966 lektor i musikteori vid Sibelius-Akademin samt professor i komposition 1993–2001. Han har haft en stor betydelse som pedagog och fostrare av en generation unga tonsättare.
Heininen inledde sin bana som kompositör i en dodekafonisk stil kännetecknad av en expressiv melodik. Till denna period hör bland annat Petite symphonie joyeuse (1962). Hans verk från 1976 har betecknas som postseriella, dock med vissa inslag av dodekafoni. Mest känd är operan Silkkirumpu (1983), framförd på Nationaloperan, samt operan Veitsi (1988), som segrade i en tävling i anledning av stadens 350-årsjubileum vid Nyslotts operafestival; dessutom har han komponerat åtskilliga verk i andra genrer.

## Priser och utmärkelser
- 1987 – Kordelinstiftelsens Kalevalapris
- 1987 – Pro Finlandia-medaljen[11]
- 1989 – MTV:s kulturpris
- 1991 – Erik Bergman-priset